# Eremophila coacta
Eremophila coacta är en flenörtsväxtart som beskrevs av Chinnock. Eremophila coacta ingår i släktet Eremophila och familjen flenörtsväxter. Inga underarter finns listade i Catalogue of Life.